# Pieter van den Hoogenband
Pieter van den Hoogenband, né le 14 mars 1978 à Maastricht, est un nageur néerlandais spécialiste des épreuves en nage libre (100 m et 200 m). Triple champion olympique et détenteur du record du monde du 100 m nage libre de 2000 à 2008, « VDH » a également remporté plusieurs médailles aux championnats du monde (aucun titre mondial individuel) ainsi que dix-sept titres de champion d'Europe. Il prend sa retraite après la finale du 100 m nage libre des Jeux olympiques de Pékin, durant laquelle il n'atteint pas le podium.

## Biographie

### Les débuts dans les bassins néerlandais
Pieter van den Hoogenband, fils de Cees-Rein van den Hoogenband et Astrid Verver, une ancienne médaillée européenne sur 800 m nage libre, a grandi à Geldrop dans le Brabant-Septentrional et a commencé à nager au club omnisports du PSV Eindhoven où son père est médecin du club de football. Le nageur obtient ses premières récompenses en juniors en 1993. L'année suivante il remporte trois médailles d'or à l'Euro junior organisé à Pardubice en République tchèque. Il s'y distingue en gagnant les épreuves du 100 m, du 200 m et du 400 m nage libre. Il participe dès 1995 à ses premiers championnats d'Europe seniors où il réalise de bonnes performances : 6e place sur 100 m nage libre, 7e sur 200 m nage libre, finale avec les 3 relais néerlandais. Ses performances lui permettent de gagner son billet de participation pour les Jeux olympiques d'Atlanta qui se déroulent en 1996.

### De l'espoir au rêve olympique
Aux États-Unis, Pieter van den Hoogenband, alors âgé de 18 ans, dispute cinq finales en nage libre et avec les relais. À deux reprises, sur 100 m et 200 m nage libre, il échoue au pied du podium à un dixième du troisième dans les deux courses. Sur 50 m nage libre, il remporte la finale B et prend la 9e place finale tandis qu'il participe à la 5e place du relais néerlandais 4 × 100 m nage libre et la 7e place avec le relais 4 × 200 m nage libre. Même s'il n'obtient pas de médaille, il peut nourrir la satisfaction d'avoir bousculé des nageurs expérimentés comme l'Américain Gary Hall Jr., le Brésilien Gustavo Borges ou le tsar russe Alexander Popov.
Alors qu'il était jusqu'ici un espoir de la natation mondiale, « VDH » explose réellement au haut-niveau en 1999. Lors des championnats d'Europe d'Istanbul, il réalise une véritable razzia en remportant 6 titres européens. Meilleur nageur de la compétition, il gagne le 50 m, le 100 m et le 200 m nage libre. Il ajoute à son palmarès le 50 m papillon avant de participer aux victoires des relais néerlandais sur les épreuves du 4 × 100 m nage libre (record d'Europe à la clé) et du 4 × 100 m 4 nages. Sur la discipline reine du 100 m nage libre (tout comme sur le 50 m nage libre), il bat le double champion olympique en titre et détenteur du record du monde, le Russe Alexander Popov. Le nageur néerlandais devient l'un des meilleurs nageurs mondiaux et, par conséquent, l'un des favoris pour les prochains Jeux olympiques de 2000 à Sydney.

### Sydney 2000, la conquête olympique
En demi-finale du 200 m nage libre, van den Hoogenband remporte la course en établissant un nouveau record du monde (1 min 45 s 35), record qui appartenait depuis un an au prodige australien Ian Thorpe. La finale qui a lieu le lendemain reste comme l'un des grands moments de ces Jeux. En effet, à la lutte durant les trois premières longueurs avec le local Ian Thorpe, van den Hoogenband s'échappe dans les derniers 50 mètres et remporte le titre olympique en égalant son temps établi lors des demi-finales. Ce duel entre les deux nageurs n'est d'ailleurs que la première de leurs confrontations. Ainsi, dès le lendemain, les deux nageurs ont l'occasion de s'affronter à distance lors de l'épreuve du relais 4 × 200 m nage libre. Le relais néerlandais et VDH en dernier relayeur remportent la médaille de bronze tandis que le relais australien et Thorpe triomphent. Vice-champion d'Europe en titre sur 100 m nage libre, van den Hoogenband réalise la meilleure performance de l'histoire en demi-finale de l'épreuve reine de la natation. Grâce à un temps de 47 s 84, il améliore de plus de trois dixièmes à la marque établie quelques jours plus tôt par Michael Klim (48 s 18) et devient ainsi le premier nageur à descendre sous les 48 secondes. En finale, il surclasse le Russe Alexander Popov et remporte son second titre olympique. À ses deux médailles d'or, le nageur ajoute le bronze obtenu sur le 50 m nage libre et une quatrième place avec le relais 4 × 100 m 4 nages.

### Jeux olympiques de 2004
Les épreuves inscrites au programme du nageur néerlandais figurent lors des quatre premiers jours de compétition. Ainsi, dès la première journée de compétition, van den Hoogenband dispute sa première chance de médaille sur l'épreuve du relais 4 × 100 m nage libre. Lors de la finale, les Néerlandais doivent cependant se contenter de la médaille d'argent puisque devancés par les surprenants Sud-Africains. Au lendemain de cette première médaille, c'est la finale du 200 m nage libre qui attend le nageur néerlandais ; mais une nouvelle fois, Pieter van den Hoogenband obtient la médaille d'argent battu par son grand rival Ian Thorpe. Dans une épreuve à la concurrence très dense où figuraient quatre des meilleurs nageurs de l'histoire (Grant Hackett, Michael Phelps en plus de Thorpe et van den Hoogenband), c'est ce dernier qui prend le meilleur départ puisque meilleur sprinteur que ses concurrents. Thorpe effectue cependant une meilleure seconde moitié de course que VdH et prive ce dernier d'un second titre olympique sur cette épreuve après celui obtenu en 2000.
Le quatrième jour de compétition offre la dernière possibilité pour VdH d'obtenir une médaille d'or. Tenant du titre de l'épreuve reine du 100 m nage libre, le nageur obtient enfin le sacre qui semblait le fuir. Second temps des demi-finales derrière le Sud-Africain Roland Schoeman, VdH devance ce dernier en finale grâce à une meilleure seconde longueur que Schoeman qui était parti très vite lors de la première longueur. Le Néerlandais conserve ainsi son titre olympique grâce à un temps trois dixièmes supérieur au record du monde qui lui avait permis de décrocher son premier sacre olympique en 2000.
Le Néerlandais repart d'Athènes avec trois médailles, deux en argent et un deuxième titre olympique consécutif sur 100 m nage libre.

### En route vers Pékin

#### Entre blessures et déceptions
Victime d'une hernie discale, le nageur déclare forfait pour les championnats du monde de Montréal. Après une longue convalescence due à l'opération qu'il a subie pour soigner son hernie, le Néerlandais effectue son retour à la compétition en 2006 lors des championnats d'Europe de Budapest. Le Néerlandais y remporte tout d'abord l'épreuve du 200 m nage libre avec une marge certaine sur ces concurrents avant de connaître la déception sur 100 m. Il n'obtient en effet que la médaille de bronze derrière le champion du monde italien Filippo Magnini et le Suédois Stefan Nystrand dans un temps légèrement inférieur à 49 secondes. Pourtant, après presque une année éloigné des bassins internationaux, le retour de Pieter van den Hoogenband est plutôt encourageant.
À la fin de l'année, van den Hoogenband ne s'aligne pas lors de Euro en petit bassin d'Helsinki pour préparer au mieux les championnats du monde 2007 organisés en Australie. Il aborde d'ailleurs avec ambition cette compétition et espère remporter le seul titre qui manque à son palmarès.

#### Les progrès de la concurrence à l'approche des JO
Lors des Mondiaux de Melbourne, le Néerlandais n'atteint pas ses objectifs. Il est ainsi relégué à plus de deux secondes de l'Américain Michael Phelps sur 200 m nage libre, épreuve au cours de laquelle le prodige américain bat le record du monde de Ian Thorpe et devance de près d'une seconde au record personnel du Néerlandais (1 min 43 s 86 contre 1 min 44 s 89 réalisé lors des championnats d'Europe de Berlin en 2002). Médaillé d'argent sur 200 m, il rate la finale du 100 m en ne prenant que la sixième place.
Non seulement van den Hoogenband a assisté au triomphe de Phelps sur l'épreuve 200 m nage libre lors de ces mondiaux, mais le Néerlandais regarde également la concurrence progresser à grands pas en 2007 sur sa seconde épreuve de prédilection, le 100 m nage libre. Ainsi, à un peu plus d'un an des Jeux olympiques de 2008 organisés à Pékin, Pieter van den Hoogenband voit ses adversaires menacer soudainement son meilleur chrono sur 100 m. En effet, le Français Alain Bernard en juin (48 s 12) et le Suédois Stefan Nystrand en août (47 s 91) réalisent les troisième et seconde meilleures performances de l'histoire menaçant le record du monde de van den Hoogenband (47 s 84).
Le 21 mars 2008, à l'occasion des championnats d'Europe de Natation en grand bassin se disputant à Eindhoven dans le fief de VDH, le Français Alain Bernard pulvérise le record du monde du 100 m détenu jusqu'alors par le Néerlandais en établissant une nouvelle marque mondiale en 47 s 60 au cours des demi-finales. Le lendemain, en finale, le même Alain Bernard s'impose et bat son propre record du monde en 47 s 50.

#### Les Jeux
Le double champion olympique du 100 mètres nage libre Pieter Van den Hoogenband annonce qu'il a couru sa dernière course internationale à l'occasion de la finale de la distance aux Jeux de Pékin, disputée le 14 août 2008.
« C'était ma dernière course. Il y a une nouvelle génération et il est maintenant temps de s'effacer », a déclaré le Néerlandais, cinquième de la finale en 47 secondes et 75 centièmes, à 54 centièmes du vainqueur Alain Bernard.
Le Néerlandais a néanmoins battu son record personnel à Pékin en nageant sa demi-finale en 47 s 68.

## Une figure de la natation mondiale

### Les rivalités
Lors des Jeux olympiques de 2000 à Sydney, la victoire de Pieter van den Hoogenband devant le « tsar » russe Alexander Popov a souvent été présentée comme un passage de témoin. En effet, VdH a privé Popov d'un troisième titre olympique consécutif sur la discipline reine de la natation et, plus encore, a relégué l'ancien record du monde du monde Popov à près de quatre dixièmes (47 s 84 contre 48 s 21).
Les médias et spécialistes de la natation ont souvent mis en avant la rivalité entre van den Hoogenband et Ian Thorpe. Révélés au début des années 2000, les deux nageurs se sont en effet affrontés à de nombreuses reprises. La finale du 200 m nage libre lors des Jeux olympiques de Sydney est restée l'un des grands moments de l'histoire de la natation aux Jeux. Par ailleurs, la natation étant l'un des sports nationaux en Australie, le duel entre le prodige local et le nageur néerlandais a nourri un engouement sans précédent pour ce sport.

### Engagement
Véritable tête d'affiche de la natation mondiale avec Ian Thorpe ou Michael Phelps, il s'engage également lorsque l'image de son sport est remise en cause. Ainsi, quand le CIO annonce le déplacement des finales des épreuves de natation en matinée lors des Jeux olympiques de 2008 à Pékin pour satisfaire le diffuseur américain NBC, le Néerlandais écrit une lettre au président de l'organisation olympique, Jacques Rogge. Il y dénonce vivement les privilèges accordés aux médias américains et la mise en avant des intérêts financiers aux dépens de l'esprit olympique par le CIO. Le nageur déclara alors : « C'est une journée noire pour le sport. Si je n'aimais pas profondément la natation, je prendrais ma retraite sur le champ. J'entends par-ci et par-là que cette décision est bien pour notre sport, mais il faut être honnête, c'est de la foutaise ».

## Vie privée

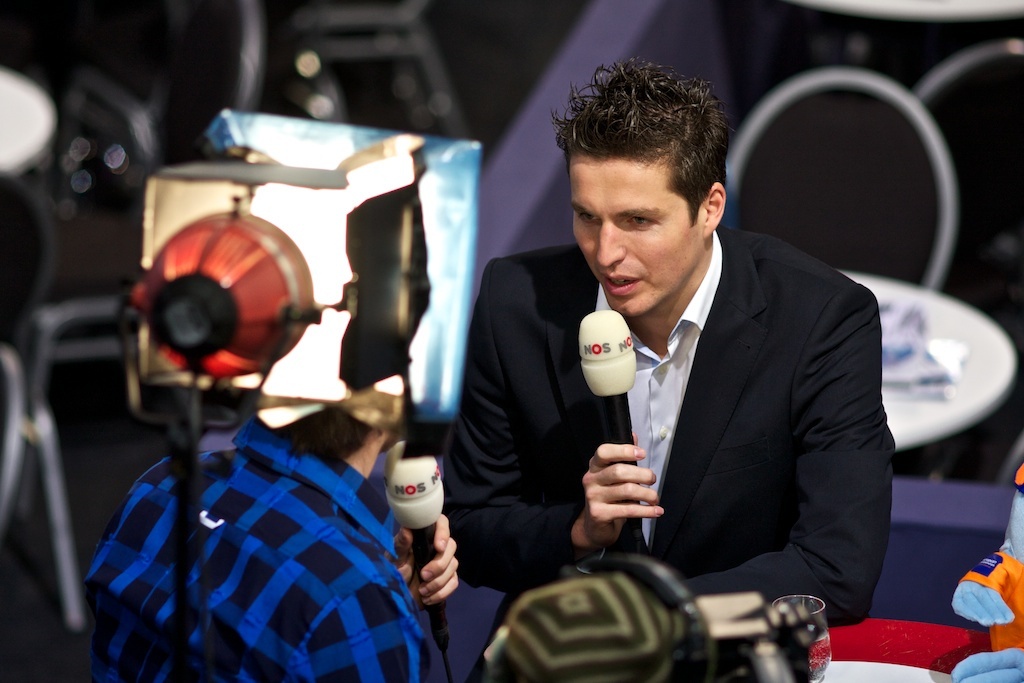
Pieter van den Hoogenband, championnats d'Europe en petit bassin 2010 Eindhoven

Marié à l'ancienne nageuse Minouche Smit (en), médaillée de bronze en 1996 à Atlanta, il est père d'une petite Daphne depuis juin 2007 et d'un petit Sander né en 2009. En septembre 2012, il annonce via Twitter que sa femme et lui ont décidé de divorcer.

## Palmarès

### Jeux olympiques
| Épreuve              | Édition           | Édition              | Édition              | Édition    |
| Épreuve              | Atlanta 1996      | Sydney 2000          | Athènes 2004         | Pékin 2008 |
| 50 m nage libre      | 9e 22 s 67        | Bronze 22 s 03       | 17e 22 s 56 (séries) | -          |
| 100 m nage libre     | 4e 49 s 13        | Or 48 s 30           | Or 48 s 17           | 5e 47 s 75 |
| 200 m nage libre     | 4e 1 min 48 s 36  | Or 1 min 45 s 35     | Argent 1 min 45 s 23 | -          |
| 4 × 100 m nage libre | 5e 3 min 19 s 02  | -                    | Argent 3 min 14 s 36 | -          |
| 4 × 200 m nage libre | 7e 7 min 21 s 96  | Bronze 7 min 12 s 70 | -                    | -          |
| 4 × 100 m 4 nages    | 10e 3 min 42 s 42 | 4e 3 min 37 s 53     | -                    | -          |

### Championnats du monde
| Épreuve              | Édition                   | Édition                       | Édition                     | Édition                       | Édition                       | Édition |
| Épreuve              | Perth 1998 (Grand bassin) | Hong Kong 1999 (Petit bassin) | Fukuoka 2001 (Grand bassin) | Barcelone 2003 (Grand bassin) | Melbourne 2007 (Grand bassin) |         |
| 50 m nage libre      | 7e 22 s 83                | -                             | Argent 22 s 16              | Bronze 22 s 29                | -                             |         |
| 100 m nage libre     | 4e 49 s 59                | 5e 48 s 18                    | Argent 48 s 43              | Argent 48 s 68                | 6e 48 s 63                    |         |
| 200 m nage libre     | Bronze 1 min 48 s 65      | Bronze 1 min 44 s 39          | Argent 1 min 45 s 81        | Argent 1 min 46 s 43          | Argent 1 min 46 s 28          |         |
| 4 × 100 m nage libre | 5e 3 min 19 s 47          | Argent 3 min 11 s 57 RE       | Argent 3 min 14 s 56        | -                             | -                             |         |
| 4 × 200 m nage libre | Argent 7 min 16 s 77      | Or 7 min 4 s 48 RE            | -                           | -                             | -                             |         |
| 4 × 100 m 4 nages    | -                         | -                             | Disqualifié                 | 5e 3 min 37 s 12              | -                             |         |

### Championnats d'Europe

#### Grand bassin
Pieter van den Hoogenband a remporté 16 médailles européennes en grand bassin. Il a obtenu à dix reprises le titre continental dont 8 en individuel. Le 200 m nage libre est sa distance de prédilection puisqu'il est quadruple champion d'Europe.
Voici le détail de son palmarès européen en grand bassin :
- 10 médailles d'or dont 2 en relais.
- 4 médailles d'argent.
- 3 médailles de bronze dont 2 en relais.

| Discipline / Année | Nage libre | Nage libre | Nage libre | Papillon | Papillon | Relais     | Relais     | Relais     |
| Discipline / Année | 50 m       | 100 m      | 200 m      | 50 m     | 100 m    | 4 × 100 NL | 4 × 200 NL | 4 × 100 4N |
| 1995 Vienne        | -          | 6e         | 7e         | -        | -        | 5e         | 7e         | 8e         |
| 1997 Séville       | DISQ       | 5e         | 9e         | -        | -        | 5e         | 7e         | -          |
| 1999 Istanbul      | 1er        | 1er        | 1er        | 1er      | -        | 1er        | DISQ       | 1er        |
| 2000 Helsinki      | 2e         | 2e         | 2e         | 5e       | -        | -          | 3e         | -          |
| 2002 Berlin        | 4e         | 1er        | 1er        | -        | -        | 4e         | -          | -          |
| 2004 Madrid        | -          | 2e         | 1er        | -        | -        | -          | -          |            |
| 2006 Budapest      | -          | 3e         | 1er        | -        | -        | DISQ       | -          | -          |
| 2008 Eindhoven     | -          | -          | -          | -        | -        | 3e         | -          | -          |

#### Petit bassin
Pieter van den Hoogenband a remporté 14 médailles européennes en petit bassin. Il a obtenu à sept reprises le titre continental dont 6 en individuel. Le 200 m nage libre est sa distance de prédilection puisqu'il est invaincu avec trois titres.
Voici le détail de son palmarès européen en petit bassin :
- 7 médailles d'or dont 1 en relais.
- 4 médailles d'argent dont 1 en relais.
- 3 médailles de bronze dont 1 en relais.

| Discipline / Année | Nage libre | Nage libre | Nage libre | Relais    |
| Discipline / Année | 50 m       | 100 m      | 200 m      | 4 × 50 NL |
| 1998 Sheffield     | 3e         | 2e         | 1er        | 1er       |
| 1999 Lisbonne      | 2e         | 1er        | 1er        | 3e        |
| 2001 Anvers        | 3e         | 2e         | 1er        | 2e        |
| 2003 Dublin        | 1er        | 1er        | -          | -         |

## Records
1 record du monde sur 100 m nage libre en grand bassin : 
- 47 s 84 le 19 septembre 2000 à Sydney (battu par Alain Bernard le 21 mars 2008 en 47 s 60).

2 records du monde sur 200 m nage libre en grand bassin :
- 1 min 45 s 35 les 17 et 18 septembre 2000 à Sydney (battu par Ian Thorpe le 27 mars 2001).

## Distinctions
- Chevalier de l'ordre du Lion néerlandais

## Légende
RM : record du monde / GB : grand bassin / PB : petit bassin